# Audio MIDI Setup
Утиліта Audio MIDI Setup — це програма, яка входить до складу Mac OS X і використовується для налаштування введення та виведення аудіо, а також для керування MIDI-пристроями.
Спочатку була представленою в Mac OS X як найпростіший шлях конфігурування MIDI-пристроїв. До неї використовувалась для цих завдань Open Music Systems (OMS), більш складна та важка в користуванні система, ніж AMS.